# CF 라요 마하다온다
클루브 데 푸트볼 라요 마하다온다(스페인어: Club de Fútbol Rayo Majadahonda, 스페인어 발음: [ˈraʝo maxaðaˈonda])는 마드리드주의 마하다온다에 기반을 둔 스페인의 프로 축구단이다. 1976년에 설립되었고 2023-24 시즌 프리메라 페데라시온의 그룹 1에 소속되어 있다. 홈구장은 3,800석을 가진 에스타디오 세로 델 에스피노이다.

## 구단 역사

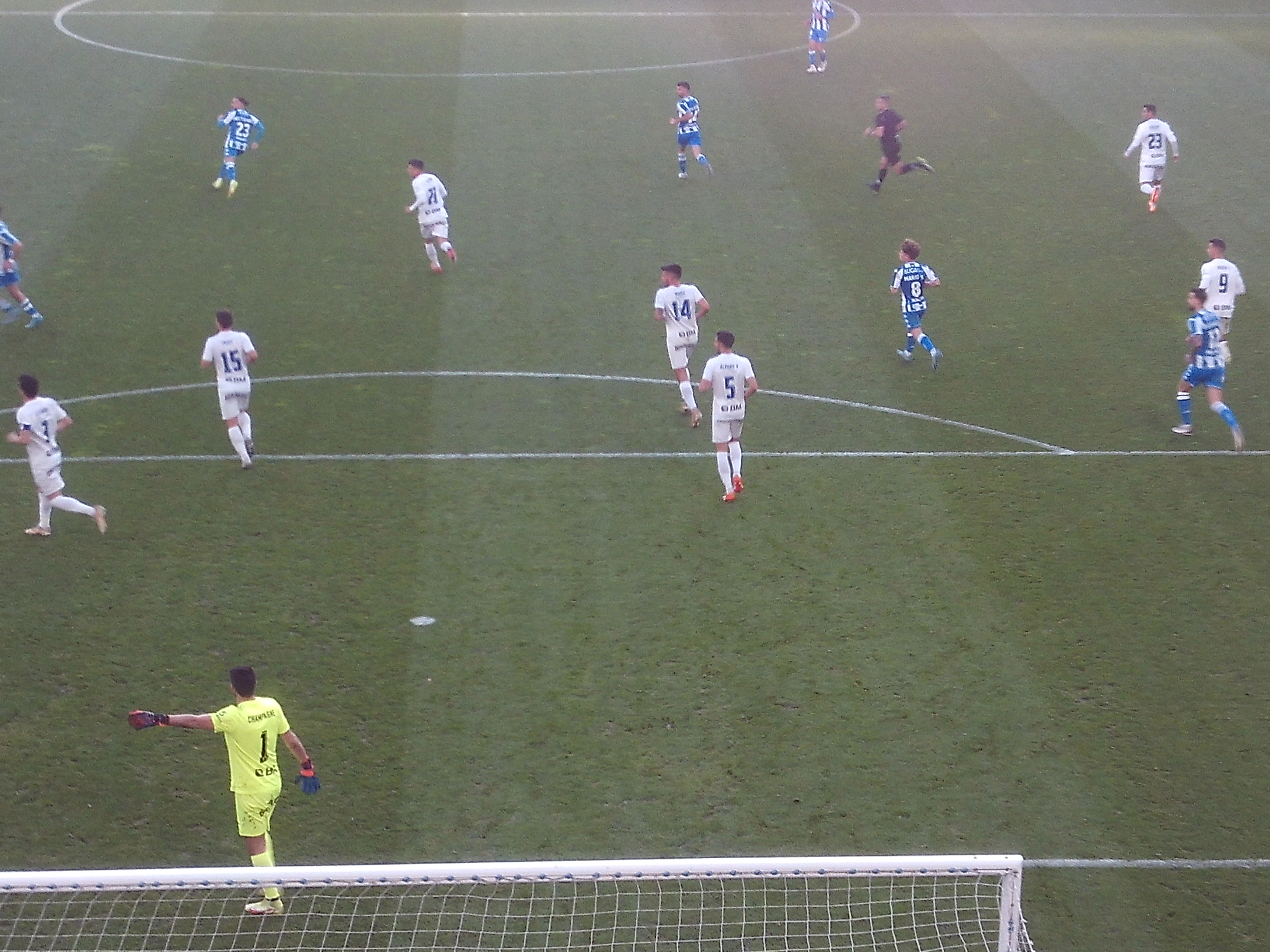
데포르티보 데 라 코루냐와 라요 마하다온다의 경기

라요 마하다온다가 창설되기 이전 마드리드의 마하다온다에는 1958년부터 아마추어 리그에서 활동했던 "라요 마하리에고(스페인어: Rayo Majariego)"라고 불린 여러 아마추어 축구 클럽들이 있었지만 이 클럽들은 오래 지속되지 못하고 금방 해체되었다. 1976년에 창설된 라요 마하다온다는 창설 직후 왕립 마드리드 축구 연맹에 등록되었고 1987년 테르세라 디비시온으로 승격할 때까지 지역 리그에서 활동했다.
마하다온다는 1987년 6월 30일 클럽 회장으로 엔리케 베디아(스페인어: Enrique Vedia)가 새롭게 부임하며 변화를 겪었다. 마하다온다는 1996-97 시즌 테르세라 디비시온 그룹 7에서 1등을 차지하며 클럽 역사상 처음으로 세군다 디비시온 B로 승격했다. 그리고 1997년 아틀레티코 마드리드와 에스타디오 세로 델 에스피노에 장차 아틀레티코에 입단할 유소년 선수들이 성장할 수 있는 기반을 제공하고 아틀레티코에게 일정 부분의 비용을 받는 협약을 체결했다.
승격 이후 마하다온다는 리그에서 두 시즌 연속으로 강등되었지만 2000-01 시즌에 다시 테르세라 디비시온으로 승격했다. 이후 마하다온다는 클럽의 전설 안토니오 이리온도가 감독으로 있던 2015년에 1등을 차지하며 세군다 디비시온 B에 승격할 때까지 2003-04 시즌 세군다 디비시온 B에 한 시즌 동안 머무른 것을 제외하고 계속 테르세라 디비시온에 머물렀다.
라요 마하다온다는 이리온도가 감독으로 있던 2018년 5월 27일, 미첼 사바코의 막판 자책골로 FC 카르타헤나를 이기고 클럽 역사상 처음으로 세군다 디비시온으로 승격했다. 세군다 디비시온에 있을 당시 마하다온다는 홈구장  에스타디오 세로 델 에스피노의 미흡한 장비들로 인해 아틀레티코 마드리드의 완다 메트로폴리타노에서 홈경기를 치렀다. 완전한 프로 리그인 세군다 디비시온에서 뛰는 클럽들이 갖춰야 할 조건들로 인해 마하다온다는 스포츠 공개 유한 법인을 1년 내로 갖춰야 했고 2019년 9월에 설립된 유한 법인의 최초 대주주는 마하다온다에서 성장해 유한 법인 설립 당시 레알 오비에도에서 뛰고 있던 축구 선수 알레한드로 아리바스였다. 1년 후 마하다온다가 리그에서 19등을 차지하며 세군다 디비시온 B로 강등되자 이리온도는 마하다온다의 감독직에서 사임했다. 2019년 9월에 호세 마리아 산스(스페인어: José María Sanz)가 구단의 새로운 회장이 되었다.
라요 마하다온다는 1997년 아틀레티코와 체결한 협약을 통해 아틀레티코와 다른 클럽들에서 뛰고 있는 선수들을 여럿 배출해냈다. 대표적으로 루카스 에르난데스와 테오 에르난데스 형제, 마르코스 요렌테, 무니르 엘 하다디가 있다.

## 시즌별 성적
| 시즌      | 리그 순위(부) | 리그           | 등수 | 코파 델 레이 |
| --------- | ------------- | -------------- | ---- | ------------ |
| 1976–77   | 8             | 3ª 레히오날.   | 1등  |              |
| 1977–78   | 8             | 3ª 레히오날 P. | 12등 |              |
| 1978–79   | 8             | 3ª 레히오날 P. | 17등 |              |
| 1979–80   | 9             | 3ª 레히오날.   | 1등  |              |
| 1980–81   | 8             | 3ª 레히오날 P. | 3등  |              |
| 1981–82   | 8             | 3ª 레히오날 P. | 1등  |              |
| 1982–83   | 7             | 2ª 레히오날    | 1등  |              |
| 1983–84   | 6             | 1ª 레히오날    | 2등  |              |
| 1984–85   | 5             | 레히오날 P.    | 6등  |              |
| 1985–86   | 5             | 레히오날 P.    | 4등  |              |
| 1986–87   | 5             | 레히오날 P.    | 2등  |              |
| 1987–88   | 4             | 3ª             | 5등  |              |
| 1988–89   | 4             | 3ª             | 15등 |              |
| 1989–90   | 4             | 3ª             | 14등 |              |
| 1990–91   | 4             | 3ª             | 11등 |              |
| 1991–92   | 4             | 3ª             | 5등  |              |
| 1992–93   | 4             | 3ª             | 8등  | 1라운드      |
| 1993–94   | 4             | 3ª             | 11등 |              |
| 1994–95   | 4             | 3ª             | 2등  |              |
| 1995–96   | 4             | 3ª             | 1등  |              |
| 1996–97   | 4             | 3ª             | 1등  |              |
| 1997–98   | 3             | 2ª B           | 18등 |              |
| 1998–99   | 4             | 3ª             | 20등 |              |
| 1999–2000 | 5             | 레히오날 P.    | 1등  |              |

| 시즌    | 리그 순위(부) | 리그    | 등수      | 코파 델 레이 |
| ------- | ------------- | ------- | --------- | ------------ |
| 2000–01 | 4             | 3ª      | 1등       |              |
| 2001–02 | 4             | 3ª      | 14등      | 예선         |
| 2002–03 | 4             | 3ª      | 4등       |              |
| 2003–04 | 3             | 2ª B    | 20등      |              |
| 2004–05 | 4             | 3ª      | 8등       |              |
| 2005–06 | 4             | 3ª      | 9등       |              |
| 2006–07 | 4             | 3ª      | 10등      |              |
| 2007–08 | 4             | 3ª      | 12등      |              |
| 2008–09 | 4             | 3ª      | 3등       |              |
| 2009–10 | 4             | 3ª      | 9등       |              |
| 2010–11 | 4             | 3ª      | 10등      |              |
| 2011–12 | 4             | 3ª      | 11등      |              |
| 2012–13 | 4             | 3ª      | 8등       |              |
| 2013–14 | 4             | 3ª      | 7등       |              |
| 2014–15 | 4             | 3ª      | 1등       |              |
| 2015–16 | 3             | 2ª B    | 14등      | 1라운드      |
| 2016–17 | 3             | 2ª B    | 4등       |              |
| 2017–18 | 3             | 2ª B    | 1등       | 1라운드      |
| 2018–19 | 2             | 2ª      | 19등      | 3라운드      |
| 2019–20 | 3             | 2ª B    | 6등       | 2라운드      |
| 2020–21 | 3             | 2ª B    | 4등 / 1등 | 1라운드      |
| 2021–22 | 3             | 1ª RFEF | 4등       | 32강         |
| 2022–23 | 3             | 1ª Fed. | 14등      | 1라운드      |
| 2023–24 | 3             | 1ª Fed. |           |              |

- 세군다 디비시온에 1시즌 동안 존속
- 프리메라 페데라시온에 3시즌 동안 존속
- 세군다 디비시온 B에 7시즌 동안 존속
- 테르세라 디비시온에 25시즌 동안 존속

## 현재 스쿼드 명단
2023년 7월 23일  기준.
참고: FIFA 자격 규정에 따라 소속된 국가대표팀 국기를 표시합니다. 선수는 복수의 FIFA 비회원국 국적을 가지고 있을 수 있습니다.
| 번호 | 포지션 | 국적       | 이름                              |
| ---- | ------ | ---------- | --------------------------------- |
| 1    | GK     |            | 디에고 모레노                     |
| 3    | DF     |            | 호르헤 카사도 (주장)              |
| 4    | DF     | 가나       | 펠릭스 오폴리 (레가네스에서 임대) |
| 7    | FW     |            | 다비드 로드리게스                 |
| 8    | MF     |            | 마리오 가르시아                   |
| 12   | FW     | 우크라이나 | 로만 조줄랴                       |
| 13   | GK     | 콜롬비아   | 루초 가르시아                     |

| 번호 | 포지션 | 국적   | 이름            |
| ---- | ------ | ------ | --------------- |
| 14   | MF     |        | 하비 로스       |
| 15   | DF     |        | 다니엘 피니요스 |
| 17   | MF     |        | 이니고 알라예토 |
| 18   | MF     |        | 루벤 토레스     |
| 21   | DF     | 니제르 | 라힘 알하사네   |
| 24   | GK     |        | 고르카 히랄트   |

### 현재 스태프 명단
| 감독 | 알프레도 산타엘레나 |

## 역대 감독
| 감독                 | 임기        |
| -------------------- | ----------- |
| 마누엘 산체스 델가도 | 2008 ~ 2009 |
| 안토니오 이리온도    | 불명        |

## 예비 팀
1997년에 창단된 라요 마하다온다의 예비팀은 2000년부터 2010년까지 스페인의 5부 축구 리그인 레히오날 프레페렌테(스페인어: Regional Preferente)에 소속되어 있었다. 프리메라 레히오날(스페인어: Primera Regional)에서 3위를 차지한 후 마하다온다의 예비팀은 2011년에 해산되었다.
2018년 7월 4일, 마하다온다는 CDF 트레스 칸토스가 마하다온다의 예비팀이 되는 계약을 체결했다고 발표했다. 트레스 칸토스와의 계약은 마하다온다가 알코벤다스 스포르트(스페인어: Alcobendas Sport) 클럽과 새로운 예비팀 제휴 계약을 체결했다고 발표한 2020년 4월에 종료되었다. 알코벤다스 스포르트는 마하다온다의 예비팀이 된 후 클럽 이름을 CD 파라쿠에요스 안타미라로 변경했다.